# Porúbka (Humenné)
Porúbka (in ungherese Kisortovány, in tedesco Heroldsau) è un comune della Slovacchia facente parte del distretto di Humenné, nella regione di Prešov.